# Cellaria paradoxa
Cellaria paradoxa är en mossdjursart som beskrevs av Hayward och Cook 1979. Cellaria paradoxa ingår i släktet Cellaria och familjen Cellariidae. Inga underarter finns listade i Catalogue of Life.